# Calliphora calcedoniae
Calliphora calcedoniae är en tvåvingeart som beskrevs av Mariluis 1979. Calliphora calcedoniae ingår i släktet Calliphora och familjen spyflugor.
Artens utbredningsområde är Ecuador. Inga underarter finns listade i Catalogue of Life.